# 放牧

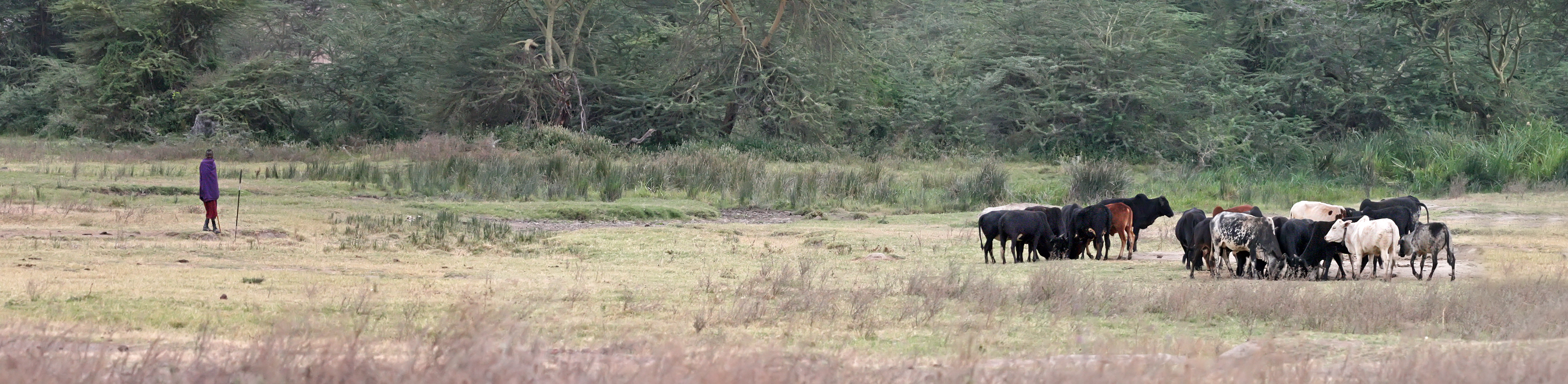

牧食又稱囓食，是植食动物在自然环境中通过啃食各种植被的根茎、枝叶和花果摄入碳水化合物和植物蛋白等营养成分的行为。放牧則指人类将驯化的草食性家畜（比如牛、羊、马等等）放到户外环境去自由進食野生植物（例如草和灌木）或其他多細胞自營生物（例如藻類和地衣）的行為，是畜牧业的重要一環。透過放牧，植物中人类无法消化的纤维素会被间接變成可以食用的肉和奶、以及有商业价值的毛皮等动物产品。許多小型食草動物也會跟隨在大型食草動物之後，以這些大型食草動物啃食植物後暴露出的嫩苗為生。地球上近25%的陆地面积被用于放牧。
牧食動物和食嫩植動物最大的差異在於牧食動物多以草及闊葉雜草為食，而食嫩植動物則多以樹及灌木的葉和嫩枝為食。
合理的放牧有助于维持以草本植物为主的生态群落，同时促进更多样化的传粉者生存，并提供更多潜在的筑巢资源。然而过度放牧行为对生态系统和畜牧业都带来不利影响。牲畜的过度采食会导致植被高度和生物量降低，植物多样性锐减，植被组成发生变化，同时也会引起土壤条件的改变，如践踏和粪便沉积等一系列环境和生态问题。

## 動物行為

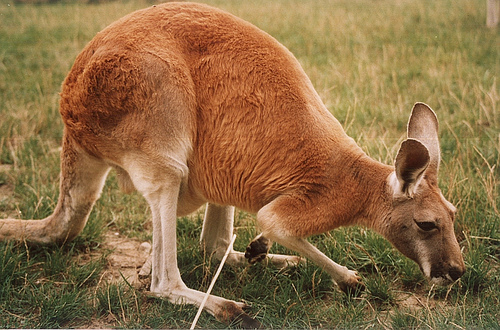
一頭紅大袋鼠正在囓食地面上的草本植物

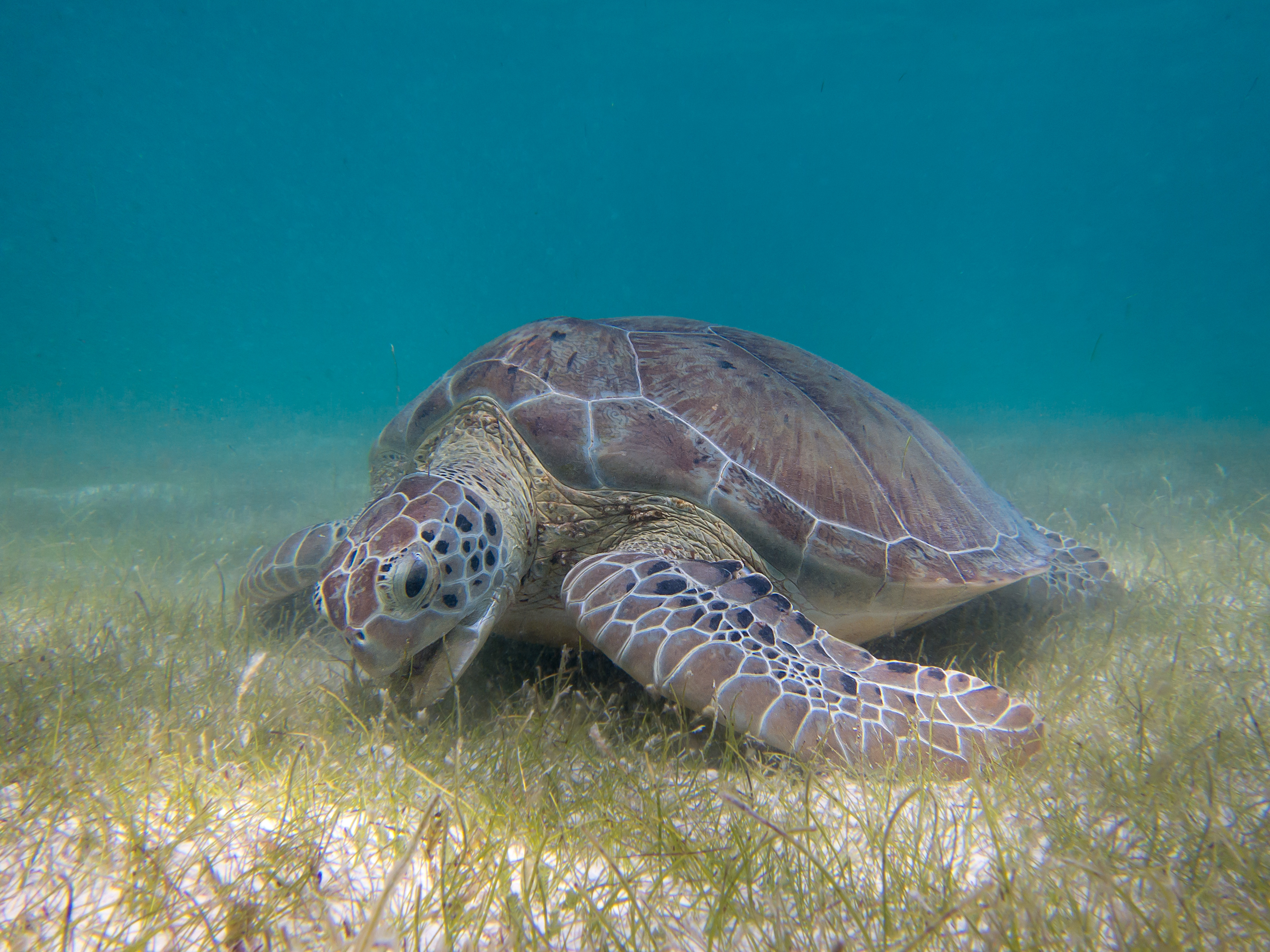
一頭綠蠵龜正在囓食海草

### 食草動物
食草動物指的是以草（尤其是禾本科）為主食的動物，包括馬、家牛、水豚、河馬、蚱蜢、鵝、貓熊等。貓熊的食物中有 99% 為亞高山帶竹子物種。

### 食糞動物
兔子以草為食，其中含有大量難以消化的纖維素，牠們透過後腸醱酵來解決這項問題。兔子會排出兩種糞便：黑色顆粒狀的硬便以及較為柔軟的盲腸便。兔子會重新攝入盲腸便，進行消化並取得更多營養。

### 偽反芻動物
河馬為大型半水生的哺乳動物，棲息於河流、湖沼及紅樹林沼澤中。白天時，牠們多半會待在水中或泥中，交配與生產也都在水中，黃昏後才會來到陸地上進行牧食。河馬雖然群居於水中，但在牧食時多半為獨自行動。牠們的門齒長度可以超過 40（16英寸），犬齒長度則能超過  50（20英寸）。然而河馬的門齒與犬齒僅能用於打鬥，並無法協助進食；牠們透過厚實的嘴唇將植物拔出地面，再透過臼齒磨碎。河馬被認為是一種偽反芻動物，牠們的胃具有三個腔室，但是並不會進行反芻。

### 非草食牧食
廣泛的牧食定義包括：一個生物體以另一個生物體為食，但並不會使該生物體死亡。
這樣的範例包括以海草為食的海膽，以及以藻類、矽藻、附著於水中基質上生物薄膜為食的水生螺類。